# Château de Charonne
Le château de Charonne est un ancien château qui était situé dans le village de Charonne, actuellement dans le 20e arrondissement de Paris.

## Situation
Le château était situé au sud de l’église Saint-Germain de Charonne face à la rue Florian. Son parc s’étendait entre la grande rue de Charonne, actuelle rue de Bagnolet au sud-est, l’actuelle rue de la Réunion à l’ouest (un pavillon se trouvait à l'angle de ces deux rues), l’actuelle rue des Prairies au-nord-est où s'ouvrait une allée sur le tracé de l'actuel Chemin du Parc-de-Charonne, englobant l’extrémité sud-est du cimetière du Père Lachaise et un tronçon de l’actuelle rue des Pyrénées.

## Description
Aucune représentation du château n’a été retrouvée mais les actes notariés comportent des descriptions.
Il comprenait plusieurs bâtiments et pavillons autour d’une cour. Le corps de logis principal était perpendiculaire à la rue de Bagnolet. Un pavillon comportait une grande galerie ornée de 9 tableaux représentant la vie d’Hercule.
Une terrasse donnait sur le parc.

## Propriétaires
Il fut édifié ou remanié à la fin du XVIe siècle, en remplacement probable d’une maison seigneuriale plus ancienne, pour Martin de Braguelongne, Président au Parlement de Paris, vendu en 1622 à Honoré Barentin, conseiller d’État. Son neveu Charles Barentin, maître d’hôtel du roi et maître ordinaire à la Chambre des comptes, le vend en 1643 aux religieuses de la Congrégation Notre-Dame. Le château est détruit au début du XIXe siècle.

## Personnalités
- Richelieu s’y rend fréquemment[2].
- Louis XIV  assiste, depuis un petit pavillon, à la bataille du faubourg Saint-Antoine[4].
- Joseph Pitton de Tournefort y herborise[2].